# Pilularia dracomontana
Pilularia dracomontana är en klöverbräkenväxtart som beskrevs av N. R. Crouch och J. Wesley-smith. Pilularia dracomontana ingår i släktet Pilularia och familjen Marsileaceae. Inga underarter finns listade.